# Lindingaspis crocea
Lindingaspis crocea är en insektsart som beskrevs av De Lotto 1957. Lindingaspis crocea ingår i släktet Lindingaspis och familjen pansarsköldlöss.
Artens utbredningsområde är Kenya. Inga underarter finns listade i Catalogue of Life.